# Voetbalkampioenschap van Saale-Elster 1929/30
In 1929/30 werd het dertiende voetbalkampioenschap van Saale-Elster gespeeld, dat georganiseerd werd door de Midden-Duitse voetbalbond. Weißenfelser FV Schwarz-Gelb werd kampioen en plaatste zich voor de Midden-Duitse eindronde. De club verloor meteen van SC Apolda. 

## Gauliga
| Plaats | Club                            | Wed. | W | G | V  | Saldo | Ptn.  |
| ------ | ------------------------------- | ---- | - | - | -- | ----- | ----- |
| 1.     | Weißenfelser FV Schwarz-Gelb 03 | 18   | 9 | 4 | 5  | 38:25 | 22:14 |
| 2.     | Naumburger SpVgg 05             | 18   | 8 | 5 | 5  | 50:31 | 21:15 |
| 3.     | SC 24 Grana/Zeitz               | 18   | 7 | 7 | 4  | 37:30 | 21:15 |
| 4.     | SpVgg 1910 Zeitz                | 18   | 8 | 5 | 5  | 42:36 | 21:15 |
| 5.     | SpVgg 1919 Teuchern             | 18   | 8 | 4 | 6  | 43:38 | 20:16 |
| 6.     | SC 1903 Weißenfels              | 18   | 7 | 4 | 7  | 33:33 | 18:18 |
| 7.     | TuRV 1861 Weißenfels            | 18   | 6 | 5 | 7  | 37:42 | 17:19 |
| 8.     | Zeitzer BC 1903                 | 18   | 6 | 4 | 8  | 37:50 | 16:20 |
| 9.     | SV Blau-Gelb 07 Weißenfels      | 18   | 4 | 7 | 7  | 30:36 | 15:21 |
| 10.    | BC 1920 Naumburg                | 18   | 4 | 1 | 13 | 28:54 | 9:27  |

|  | Kampioen, geplaatst voor Midden-Duitse eindronde |
|  | Degradatie                                       |